# یخدان جیلان
یخدان جیلان مربوط به دوره قاجار است و در شهرستان شاهرود، بخش بسطام، روستای جیلان واقع شده و این اثر در تاریخ ۳۰ تیر ۱۳۸۴ با شمارهٔ ثبت ۱۲۲۶۳ به‌عنوان یکی از آثار ملی ایران به ثبت رسیده است.